# Naja haje
La cobra egipcia (Naja haje), también conocido como "Auraeus" en árabe egipcio pronunciado: Ouraeus (derivado de la palabra griega antigua: οὐραῖος) o áspid de Cleopatra es una especie de saurópsido escamado de la familia Elapidae. Habita en África del Norte.

## Descripción
La cobra egipcia puede alcanzar los 2,5 metros de longitud. Su color varía entre el marrón y el gris, a veces con franjas negras, aunque en el noroeste de África algunas son completamente negras. Tiene la cabeza grande, con ojos prominentes y un hocico corto y achatado. Al igual que otras cobras, despliega una característica capucha de piel alrededor del cuello.

## Biología y comportamiento

Cobra egipcia (parte superior).

La cobra egipcia vive en desiertos y otros terrenos áridos, pero a veces se adentra en zonas urbanas. Suele evitar bosques y terrenos muy áridos. Es de hábitos nocturnos, pero también se calienta al sol por la mañana. Se alimenta de serpientes, mamíferos pequeños, sapos, aves y huevos, persiguiendo activamente a sus presas e inoculándoles veneno de rápida acción. Al estar amenazada, extiende su capucha de piel para intimidar, pero también puede abalanzarse hacia su agresor para propinar una mordedura venenosa, emitiendo antes un siseo. El veneno puede ser mortal para el ser humano si no es tratado rápidamente. Esta serpiente es muy territorial, atacando a cualquier amenaza en su espacio.
Las hembras suelen poner entre 8 y 20 huevos en cada puesta, normalmente en nidos de termitas. los huevos eclosionan en un período de incubación de 60 días.

## Relación con el hombre

Detalle de la cabeza de una cobra egipcia.

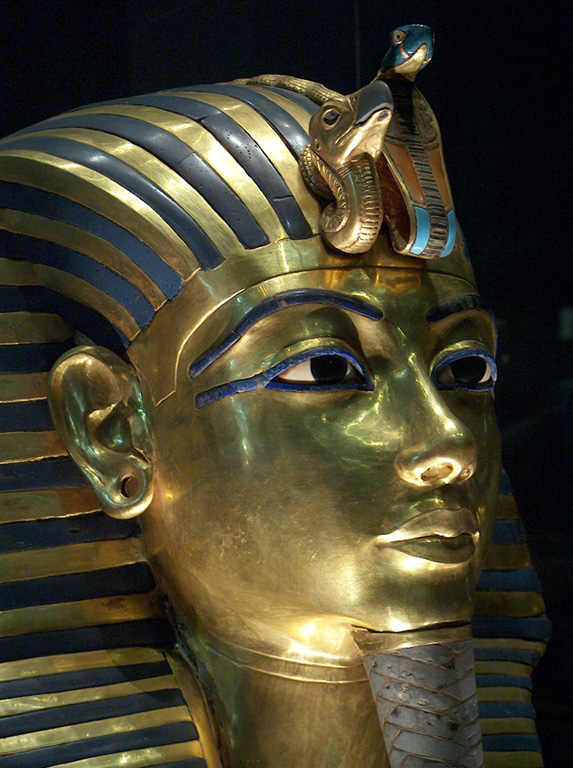
Máscara funeraria de Tutankamón, con la cobra y el buitre protectores.

La cobra egipcia tenía gran importancia en el Antiguo Egipto, donde era utilizada como símbolo del faraón, representando también a la diosa Uadyet. Mientras las demás serpientes representaban a la serpiente Apofis, la cobra representaba el Sol. Se cree que Cleopatra uso una cobra egipcia para quitarse la vida. Actualmente es posible mantenerla en cautividad.